# 冠 (漢字)
冠（かんむり）とは、漢字の部首で脚とともに上部に置かれるものの総称。かしらともいう。

## 冠の種類

### 代表的な冠

#### くさかんむり
くさかんむり。「芝」「華」「英」など。草花の名称やそれを原料にしたもの、また草花のもつ性質にかかわる意味を表す。常用漢字数は 46 で、冠では最も多く、また大漢和辞典による収載字数は約 2100 字にも及び、すべての部首の中で最も多い。募、墓、夢、幕、慕、暮、繭などは除外。
- 常用漢字: 芋 芝 花 芸 芯 芳 英 苛 芽 苦 茎 若 苗 茂 茨 荒 草 荘 茶 荷 華 菓 菊 萎 菌 菜 著 葛 葬 蓋 葉 落 蒸 蓄 蔑 蔵 蔽 薫 薪 薦 薄 薬 藍 藤 藩 藻
- 主な表外字: 芥 芹 芭 芙 芦 苑 茄 苔 苺 茅 茉 茸 茜 莞 荻 莫 莉 菅 菫 菖 萄 菩 萌 菱 葦 葵 萱 葺 萩 董 葡 蓑 蒔 蔀 蒐 蒼 蒲 蒙 蓉 蓮 蔭 蔦 蓬 蔓 蕎 蕨 蕉 蕃 蓼 蕪 薙 蕾 蕗 藁 薩 蘇 蘭 など

#### たけかんむり
たけかんむり。「算」「節」「箱」など。竹や竹製品に関する意味を表す。常用漢字数 24。字数は非常に多く大漢和辞典による収載では1000字近くに上る。
- 常用漢字: 笑 第 笛 符 筋 策 答 等 筒 筆 節 箇 管 算 箋 箱 箸 範 築 篤 簡 簿 籍 籠
- 主な表外字: 竺 竿 笈 笹 笙 笥 笠 筈 筐 筍 筑 筏 筵 箕 箏 箔 箴 篆 篇 篩 簀 篠 簾 籃 籤 など

#### うかんむり
うかんむり。「宅」「実」「守」など。住宅に関する意味を表す。常用漢字数は 36 で、大半を教育漢字が占める。「字」は子部に属する。「案」は木部に属する。
- 常用漢字: 安 宇 守 宅 完 宛 官 宜 実 宗 宙 定 宝 客 室 宣 宴 家 害 宮 宰 宵 容 寄 寂 宿 密 寒 富 寛 寝 寡 察 寧 審 寮
- 主な表外字: 宏 宋 宍 宕 宥 寅 寓 寞 寥 寵 など

#### あめかんむり
あめかんむり・あまかんむり。「雷」「雲」「霊」など。雨や気象に関わる意味を表す。常用漢字数は 12
- 常用漢字: 雨 雲 電 雷 雪 霜 震 零 霧 露 霊 雰
- 主な表外字: 雫 雹 霖 霙 霞 霰 霹 靄 靂 など

#### あなかんむり
あなかんむり。「空」「窓」「究」など。穴や空間に関わる意味を表す。「うかんむり」を含んでいるが、異なる部首である。常用漢字数 9。
- 常用漢字: 究 空 突 窃 窓 窒 窟 窮 窯
- 主な表外字: 穹 穿 窄 窈 窕 窘 窩 窪 窺 窶 竄 竈 など

#### ひとやね
ひとやね。「ひとがしら」とも。「企」「今」「傘」など。人に関するか覆い（おおい）などのある場に関する意味を表し、人部に含まれる。常用漢字数 9（元は入部だった「全」を含めて10、また、まれに「舎」を旧字体の舌部に含む辞書も見られる）。「合」「命」は口部。
- 常用漢字: 介 今 令 会 企 余 舎 倉 傘
- 主な表外字: 僉 など

#### あみがしら
あみがしら・よつがしら・よこめ。「置」「罪」「署」など。網の意味を表し、派生して刑罰をつかさどる意味を表す。
- 常用漢字: 罪 署 置 罰 罵 罷 羅
- 主な表外字: 罠 罫 罹 羆 羈 など

### その他の冠
- いりがしら/いりやね

「全」など。入の字が変化したもの。ひとやねと同じ形に変形し、ひとやねに含めることもある。
- 常用漢字:全
- 主な表外字: 㒰（仝） 兪 など

- だいがしら（だいかんむり）

「奮」「奪」など。大きいことや人に関することを表す。
- 常用漢字: 奇 奈 奔 奪 奮
- 主な表外字: 奄 套など

- やまかんむり

「岩」「岸」「嵐」など。山に関わる意味を表す。中でも「険しさ」を表す物が多い。「炭」は火部。
- 常用漢字: 岸 岩 崖 崇 嵐 崩
- 主な表外字: 嵌 嵩 嶺 巌 など

- おいかんむり/おいがしら

「考」「老」など。老人に関する意味を表す。「老」を親字とし、匕の部分が省略される形とされない形の字が混在する。「孝」は子部。
- 常用漢字: 考 老 者
- 主な表外字: 耆 耄 など

- おおいかんむり

「覇」「要」など。おおいかぶせる意味を表す字を集める。新字体では「⻃」（価の右半分）で表記する。
- 常用漢字: 要 覆 覇
- 主な表外字: 覈など

- あさかんむり（まかんむり）

「麿」「麾」「麼」など。いずれも人名用漢字などで、常用漢字は存在しない。「まだれ（麻垂）」とは全く違う部首である。ただし、「まだれ（麻垂）」の異称として「まかんむり（麻冠）」ということはある。
- 注意:「磨」は石部。「摩」は手部。などは、いずれも別の部首である。
- 主な表外字: 麿 など

- なべぶた/けいさんかんむり

「京」「交」「亡」など。分類のために設けられた部首で、特に意味はない。「けいさんかんむり」のけいさん（卦算）とは文鎮のこと。「六」は八部。「豪」は豕部。
- 常用漢字: 亡 交 京 享 亭
- 主な表外字: 亦 亥 亨 亮 など

- わかんむり/ひらかんむり/べきかんむり

「写」「冠」など。冠に関する意味を表す。また、ウ冠の「宀」が略されたものも含まれる。「軍」は車部。
- 常用漢字: 冗 写 冠 冥
- 主な表外字: 冤 冪 など

- とらがしら（とらかんむり）

「虐」「虚」「虎」など。虎に関する意味を表す。垂の配置になるが、慣例的に垂には含まない。「慮」は心部。「膚」は肉部。
- 常用漢字: 虎 虐 虚 虞 虜
- 主な表外字: 虔 など

- かみがしら（かみかんむり）

「髪」「髭」など。髪、髭に関する意味を表す。
- 常用漢字: 髪
- 主な表外字: 髯 髣 髴 髷 髭 鬆 鬘 鬚 など

- はつがしら（発頭）:「発」「登」など。字数は非常に少ない。
  - 常用漢字: 発 登
  - 主な表外字: 癸 など
- はちがしら（八頭）:「兼」など。上が広く下が狭くなっている形にもなる。字数は非常に少ない。
  - 常用漢字: 公 兼
- ふゆがしら（ちかんむり）:「冬」など。ちかんむりという呼び名は親字の「夂」に因む。
  - 常用漢字: 冬
- つめかんむり（爪冠）:「爵」など。字数は非常に少ない。「争」の旧字体「爭」の部首。「のつ」ともいう。「采」は字形が似ているため釆部で扱われることが多い。
  - 常用漢字: 爵
- けいがしら（彑頭）:「彙」など。「彑」や「彐」の称。
  - 常用漢字: 彙
- ひつじ：「美」「義」など。「羊」は頭が下部が突き出ない形となり、「うつくしい」「ととのった」という意味を持つ。
  - 常用漢字: 美 羞 着 義 羨
  - 主な表外字: 羹 など
- つづみ:「鼕」など。「鼓」を親字とする漢字は冠の位置に声符を置くことが多い。
- とかんむり（戸冠）:「扇」「扉」など。戸に関する字を表す。詳細は垂を参照。